# تطوان
تطوان أو تيطاوين أو تطاون هي مدينة مغربية، يطلق عليها لقب الحمامة البيضاء.
أحياؤها القديمة أندلسية الطابع، تقع في منطقة الريف الكبير وفي منطقة فلاحية على ساحل البحر الأبيض المتوسط، بين مرتفعات جبل درسة وسلسلة جبال الريف. احتفظت تطوان بطابع الحضارة الأندلسية، وتكيفت باستمرار مع الروافد الثقافية الواردة إليها، مما أثرى وميز تاريخها العريق. مسجلة في قائمة التراث العالمي لليونسكو منذ 1997 ووفقاً للتفاصيل، ارتفع عدد سكان مدينة تطوان إلى 611.928 نسمة، بينما بلغ عدد الأسر فيها 157.384 أسرة حسب الإحصاء العام للسكان والسكنى برسم سنة 2024.

## أصل التسمية
اسم مدينة تطوان اختلف الناس قديما وحديثا في كيفية النطق باسمه تطاون والتي تعني العيون أو السواقي وفي صفة كتابته بلغ ذلك سبع صور في الكتب والوثائق الرسمية:
- تطوان: بتاء مكسورة بعد طاء ساكنة فواو فألف فنون، كذا يكتب جل الناس اسمها الآن كما يظن بعض الناس، بل كانت مستعملة في القرن الثامن. إذ وردت في كتاب القرطاس المؤلف عام نيف وعشرين وسبعمائة، وردت كذلك في كتاب دوحة الناشر لابن عسكر المتوفى سنة 986. وإن شئت فانظر فيه ترجمة أبي عبد الله الكراسي والشيخ الجاسوس وردت أيضا في كتاب درة الحجال لابن القاضي المكناسي المتوفى سنة 1025 وفي كتاب نزهة الحمادي لليفراني كما وردت أيضا في كتاب الدولة السعدية.
- تطاون: بطاء مشددة بعدها ألف فواو فنون وهذه الصيغة هي التي ينطق بها جميع أهل المدينة كجلّ أهل البلاد المغربية في كلامهم العادي. وقد وردت في كتاب «نزهة المشتاق» للشريف الإدريسي السبتي الجغرافي العالمي الشهير المتوفى سنة 560 وبهذه الصيغة ذكرها أبو حامد الفاسي في مرآة المحاسن مرارا وردت أيضا في درة الحجال وفي كتاب الدولة السعدية وفي نفح الطيب المقري.
- تطاوين: بواو مكسورة بعدها ياء فنون. هذه الصيغة نجدها مكتوبة في جل الوثائق والرسوم العدلية القديمة. وهي التي أثبتها وأيدها العلامة أبو علي اليوسي واعترض على الذين يسمونها تطوان وسماهم متصفحين. وأبو العباس الناصري مؤلف كتاب الاستقصا لا يذكرها في الغالب إلا بهذه الصيغة. وأستاذنا أحمد الرهوني قد ارتضاها وبناء عليها سمى كتابه:«عمدة الراوين في تاريخ تطاوين»
- تيطاوين: بياء بين التاء والطاء، وأخرى بين الواو والنون. وقد وردت هذه الصيغة في تاريخ ابن خلدون وكتاب البيدق المؤلف في القرن السادس وكتاب النفحة المسكية المؤلف في القرن العاشر.
- تطاوان: بتاء تليها طاء مشددة فألف فواو فألف فنون. هذه الصيغة ذكرها أبو عبيد البكري الأندلسي في كتابه المسالك والممالك. وهو من رجال القرن الخامس ووفاته سنة 487 ه.
- تيطاوان: مثل الصيغة التي قبلها بزيادة ياء بين التاء والطاء. وقد وردت في كتاب البكري أيضا وفي كتاب الاستبصار المؤلف في القرن السادس وفي كتاب النفحة المسكية.
- تيطاون: بياء بين التاء والطاء وعدم الفصل بين الواو والنون. هكذا ذكرها عذاري المراكشي في حوادث سنة 347 من كتابه «البيان المغرب في أخبار المغرب» ووردت أيضا في مواضع متعددة من جزء مختصر من كتاب مناهل الصفا للفشتالي. وفي كتاب لقطة الفرائد لابن القاضي وكتاب النفحة المسكية.

وهذه الصيغ السبع كلها أمازيغية صرفة ولا يعرف لها معنى في اللغة العربية؛ أما في اللغة الأمازيغية فمعناها عيون وسكانها الأقدمين من الأمازيغ من قبائل غمارة الأمازيغية والاعتقاد الراجح أنهم سموها بذلك لكثرة العيون التي بها.
- اللاتينية: تكتب تطوان في أغلب اللغات الرومانية Tetouan، يضاف لها في الفرنسية إشارة فتحة لاتينية (Tétouan) أما في الإسبانية فتكتب (Tetuán).

## جغرافيا

### تضاريس

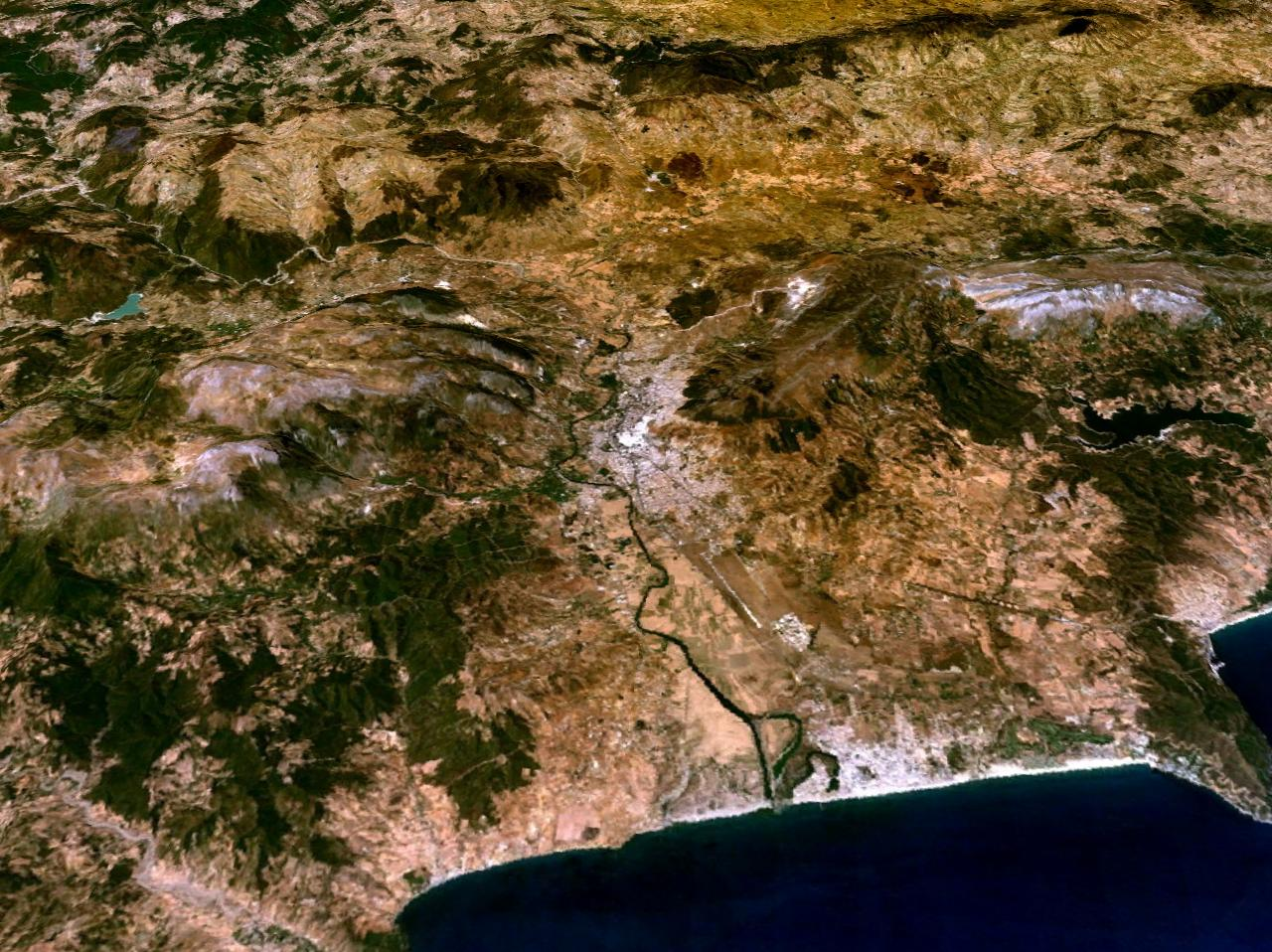
صورة بواسطة الأقمار الاصطناعية لمدينة تطوان

تحتوي التضاريس على بعد ميلين من تطوان على اختلافات كبيرة جدًا في الارتفاع، حيث يبلغ الحد الأقصى لتغير الارتفاع 1600 قدم ومتوسط الارتفاع فوق مستوى سطح البحر 390 قدمًا. في حدود 16 كيلومترًا، توجد اختلافات كبيرة جدًا في الارتفاع (1230 مترًا). في حدود 80 كيلومترًا، تظهر أيضًا اختلافات شديدة في الارتفاع (2173 مترًا).
المنطقة الواقعة في دائرة نصف قطرها 3 كيلومترات من تطوان مغطاة بالمسطحات الاصطناعية (67٪) والأراضي الصالحة للزراعة (19٪)، وفي دائرة نصف قطرها 16 كيلومترا الأراضي الصالحة للزراعة (38٪) والأشجار (16٪) ) وداخل نصف قطرها 80 كيلومترًا بالمياه (50%) والأراضي المزروعة (21%).

### مناخ
بما أن مدينة تطوان تقع على البحر الأبيض المتوسط، فإنها تتصف بمناخ متوسطي حسب تصنيف كوبن للمناخ، والطقس معتدل وممطر خلال فصل الشتاء، حار جاف صيفاً.
| البيانات المناخية لـتطوان         | البيانات المناخية لـتطوان | البيانات المناخية لـتطوان | البيانات المناخية لـتطوان | البيانات المناخية لـتطوان | البيانات المناخية لـتطوان | البيانات المناخية لـتطوان | البيانات المناخية لـتطوان | البيانات المناخية لـتطوان | البيانات المناخية لـتطوان | البيانات المناخية لـتطوان | البيانات المناخية لـتطوان | البيانات المناخية لـتطوان | البيانات المناخية لـتطوان |
| الشهر                             | يناير                     | فبراير                    | مارس                      | أبريل                     | مايو                      | يونيو                     | يوليو                     | أغسطس                     | سبتمبر                    | أكتوبر                    | نوفمبر                    | ديسمبر                    | المعدل السنوي             |
| --------------------------------- | ------------------------- | ------------------------- | ------------------------- | ------------------------- | ------------------------- | ------------------------- | ------------------------- | ------------------------- | ------------------------- | ------------------------- | ------------------------- | ------------------------- | ------------------------- |
| متوسط درجة الحرارة الكبرى °م (°ف) | 17.4 (63.3)               | 17.9 (64.2)               | 19.0 (66.2)               | 20.9 (69.6)               | 23.1 (73.6)               | 27.7 (81.9)               | 30.5 (86.9)               | 30.5 (86.9)               | 27.6 (81.7)               | 24.3 (75.7)               | 20.4 (68.7)               | 18.1 (64.6)               | 23.1 (73.6)               |
| متوسط درجة الحرارة الصغرى °م (°ف) | 9.6 (49.3)                | 10.0 (50.0)               | 11.5 (52.7)               | 13.1 (55.6)               | 15.3 (59.5)               | 18.8 (65.8)               | 20.9 (69.6)               | 21.4 (70.5)               | 19.7 (67.5)               | 16.8 (62.2)               | 12.7 (54.9)               | 10.4 (50.7)               | 15.0 (59.0)               |
| معدل هطول الأمطار مم (إنش)        | 81.3 (3.20)               | 79.7 (3.14)               | 71.8 (2.83)               | 67.5 (2.66)               | 30.2 (1.19)               | 4.1 (0.16)                | 1.2 (0.05)                | 3.7 (0.15)                | 31.4 (1.24)               | 85.1 (3.35)               | 98.9 (3.89)               | 94.6 (3.72)               | 649.5 (25.58)             |
| متوسط الأيام الممطرة              | 9.1                       | 9.6                       | 9.0                       | 9.0                       | 6.3                       | 1.5                       | 0.7                       | 1.7                       | 4.6                       | 9.2                       | 10.4                      | 9.2                       | 80.3                      |
| المصدر: سجلات بي بي سي            |                           |                           |                           |                           |                           |                           |                           |                           |                           |                           |                           |                           |                           |

## تاريخ

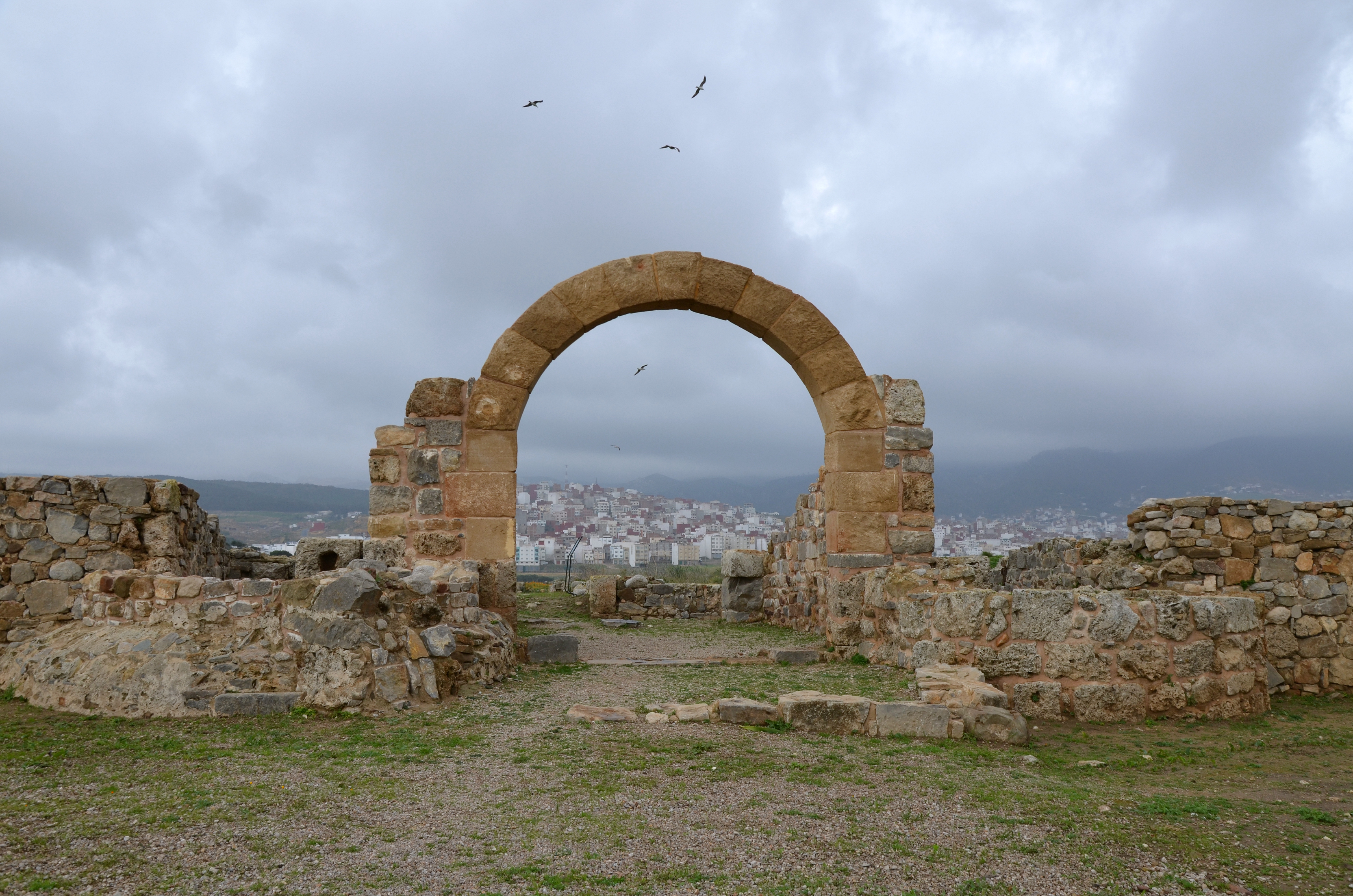
موقع تمودة الاثري بتطوان، من العهد الروماني

### تاريخ قديم
تاريخ تطوان ضارب في القدم ففي غرب موضع المدينة الحالي وجدت مدينة موريطانية تُسمى تمودة. وجدت حفريات وآثار من مدينة تمودة يعود تاريخها إلى القرن الثالث قبل الميلاد. دمرت تمودة حوالي عام 40 م على إثر أحداث ثورة إيديمون. وأقيم حصن روماني ما زالت أسواره ظاهرة إلى الآن. أما اسم تطوان فهو اسم وموجود حسب المراجع منذ القرن الحادي عشر الميلادي.

### العهد الإسلامي
في أوائل القرن الرابع عشر وتحديدا عام 1307 م، أعيد بناء المدينة كقلعة محصنة يقال أن هدفه كان الانطلاق منها لتحرير مدينة سبتة. وفي خضم تلك الحروب دمر الملك الإسباني هنري الثالث المدينة عن آخرها سنة 1399م.
يبدأ تاريخ المدينة الحديث منذ أواخر القرن الخامس عشر، عند سقوط غرناطة سنة 1492 على يد الملوك الكاثوليك فردناند وإيزابيلا أي منذ أن بناها الغرناطي سيدي علي المنظري، وهو اسم أصبح رمزاً ملازماً لمدينة تطوان. خرج آلاف من المسلمين وكذلك اليهود من الأندلس ليستقروا في شمال المغرب عموما وعلى أنقاض مدينة تطوان، فعرفت هذه المدينة مرحلة مزدهرة من الإعمار والنمو في شتى الميادين فأصبحت مركزا لاستقبال الحضارة الأندلسية.
المواجهات العسكرية مع إسبانيا والبرتغال في القرنين السادس عشر والسابع عشر، حيث كانت أساطيل تطوان تشكل خطرا دائما على مصالح العدو الخارجي، كان لها الأثر البالغ خاصة من الناحية العمرانية حيث بنيت قلع وأسوار للدفاع عن المدينة. كذلك تجارة المغرب مع أوروبا (إسبانيا وإيطاليا وإنجلترا) خلال القرنين السابع عشر والثامن عشر، كانت كلها عبر مدينة تطوان التي كانت آنذاك من أهم الموانئ المغربية حيث كانت البواخر تقوم برحلات بين تطوان وكل من جبل طارق، مدينة الجزائر، مرسيليا، ليفورنو.

### الحرب الإسبانية المغربية (1859-1860)

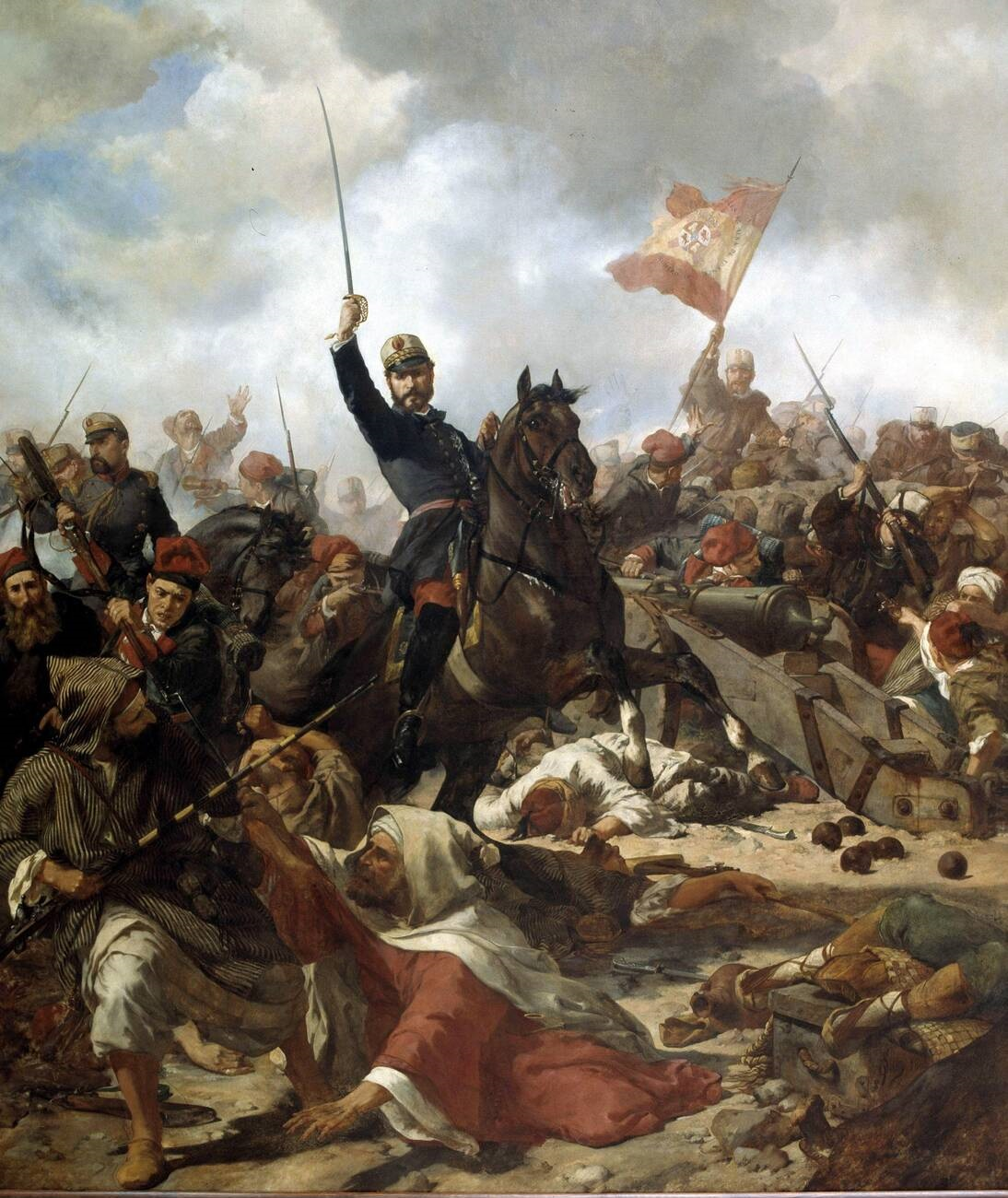
الجنرال فرانشيس

الحرب الإسبانية المغربية لسنة 1859 أو حرب تطوان، معروفة في إسبانيا باسم الحرب الإفريقية (بالإسبانية: La Guerra de África)، هي حرب وقعت بين إسبانيا والمغرب ما بين عامي 1859 - 1860 م في تطوان شمالي المغرب، وقد انضافت «حرب تطوان»، التي أضفى عليها الأسبان بسرعة طابع الحرب القارية، للفجوة المفتوحة في المغرب سنة 1844 ـ 1845 إضافة إلى الالتزامات المفروضة على المغرب سنة 1856، لتشكل المنعطف الأكثر تأثيرا في تاريخ المغرب خلال القرن التاسع عشر.
كانت إسبانيا تعتقد بأن لها حقوقا جغرافية تاريخية وضعية خاصة بالمغرب بحكم ماضي وجودها بالأراضي الأفريقية، ففي سنة 1848، عمدت إلى احتلال الجزر الجعفرية الواقعة على مصب نهر ملوية بدون أن تستعمل القوة، وقد شجعتها على القيام بذلك الانتصارات التي حققتها فرنسا بالمنطقة وتزايد التأثير البريطاني، مما جعل طموحاتها قريبة من التحقيق فأخذت تتحين الفرصة السانحة للعب دور سياسي على الرقعة المغربية.
ولم تتأخر الفرصة المنتظرة من الظهور، إذ كانت الغارة التي شنتها قبائل أنجرة الريفية ضد الأسبان إثر قيامهم بإنشاء مترس جديد على الجهة الخارجية لسور مدينة سبتة في صيف 1859 كافية لاستغلالها كمبرر من أجل إعلان الحرب على المغرب، وقد مثّلت هذه الحرب بالنسبة لرئيس المجلس الحربي، الجنرال أودونيل امتيازا آخر لمواصلة احتلال مزيد من الأراضي حتى يتم شغل الرأي العام الأسباني بقضية «حرب إفريقيا» وتحويل أنظاره عن المشاكل الاقتصادية العميقة التي كانت تتخبط فيها أسبانيا من قبيل المضاربات المالية وفضائح القصر التي كانت تهدد استقرار العرش.
شكّلت وفاة السلطان مولاي عبد الرحمان بمكناس
يوم 28 غشت 1859 ظروفا ملائمة إضافية لتمكين إسبانيا من مرادها، فبالاستناد على مبررات ودسائس معتادة، صعدت أسبانيا من وعيدها للمغرب، فقد ألحت على تسليم ثلة من أعيان قبيلة أنجرة، التي حملتها مسؤولية الهجوم الذي قامت به القبائل الريفية المحاذية لسبتة ضدا على إحداث المترس. وحرصا منه على تفادي أي صدام محتمل غير محمود العواقب، حاول السلطان الجديد سيدي محمد بن عبد الرحمان (1859 ـ 1873) وبمساعدة من إنجلترا اقتراح تقديم تعويضات مادية لأسبانيا وصلت إلى حد الاستعداد إلى إعادة رسم الحدود مع مدينة سبتة، والتي كانت إسبانيا تصر منذ مدة بعيدة أن تلحق إليها الأراضي الواقعة بأعالي منطقة بليونيش. غير أن حكومة مدريد رفضت ملتمس السلطان وأعلنت الحرب على المغرب يوم 24 أكتوبر 1859، وقامت بإنزال حوالي 50.000 جندي بمدينة سبتة، وبدأت بقنبلة المراسي المغربية.
مراحل الحرب الرئيسة.
كانت القوات المغربية تتكون من 5.600 مقاتل نظامي تحت رئاسة مولاي العباس أخ السلطان، وبجانبها انضم بعض المتطوعين الذين تم استنفارهم من قبائل معددة باسم الجهاد لمواجهة الضغط العسكري الذي كثفت إسبانيا من حدته على المستويين البحري والقاري.
ففي بداية اللقاء بين الطرفين المتقاتلين، دارت الحرب على المغاربة بشكل دفع بالجنرال الإسباني إلى نهج أقسى الطرق القتالية من أجل تحقيق ما كان يعتبره قصاصا في حق منازليه، ومن جهة المغاربة، فقد راعهم هول النزال من جراء الكثرة العددية لعدوهم المتسلح بعتاد حربي لا قبل لهم به فتشتت شملهم وبشكل سريع، وأمام العجز الصارخ عن توحيد الصفوف واستجماع قوتهم، ولم تتمكن الجيوش المغربية من استغلال فرصة الإجهاد الذي نال من عدوهم ومن انتهاز العثرات اللوجيستيكية التي واجهتهم، ومن معاناتهم من المطر الذي عاق سيرهم، ومن انتشار مرض الكوليرا في صفوفهم. لقد تمكن جنود أودونيل من التقدم داخل التراب المغربي والزحف على مدينة تطوان وأجبروا مولاي العباس على التراجع واللجوء إلى المنطقة الجبلية الواقعة بين تطوان وطنجة.
أمام الهلع والاضطراب العام الذي أعقب تشتت جيش الخليفة والجلاء السريع عن تطوان، عاش سكان هذه المدينة ليلة مرعبة (5 فبراير)، اتسمت بانتشار أعمال النهب بأحياء المدينة وملاحها، واستسلمت المدينة أمام تهديد الجنرال أودونيل يوم 6 فبراير 1860، فدخلتها جيوشه، ولم يكن احتلالها إيذانا بنهاية الحرب، فقد فتح مولاي العباس قنوات للتفاوض ابتدأت أولاها يوم 11 فبراير 1860 وتوجت بلقاء مع أودونيل يوم 23 فبراير. غير أن شروط الصلح القاسية التي كان هذا الأخير يسعى إلى إملائها على الطرف المغربي، قد أجبرت الخليفة على مواصلة القتال لحمل العدو على تليين مواقفه وقطع طريق طنجة أمامه، واندلعت مناوشات ضارية بين الطرفين يوم 23 مارس بـ Oued Ras، تمكن فيها الأسبان من التفوق نتيجة استعانتهم بالمدفعية. وتنازل الإسبانيون خلال المفاوضات الجديدة التي أعقبت هذه المعارك عن شرط تسليم تطوان، وذلك نتيجة الخسائر التي تكبدوها.
كتب أحمد بن خالد الناصري (ت. 1897): 
| تطوان | ووقعة تطوان هذه هي التي أزالت حجاب الهيبة عن بلاد المغرب واستطال النصارى بها وانكسر المسلمون انكسارا لم يعهد لهم مثله وكثرت الحمايات ونشأ عن ذلك ضرر كبير | تطوان |

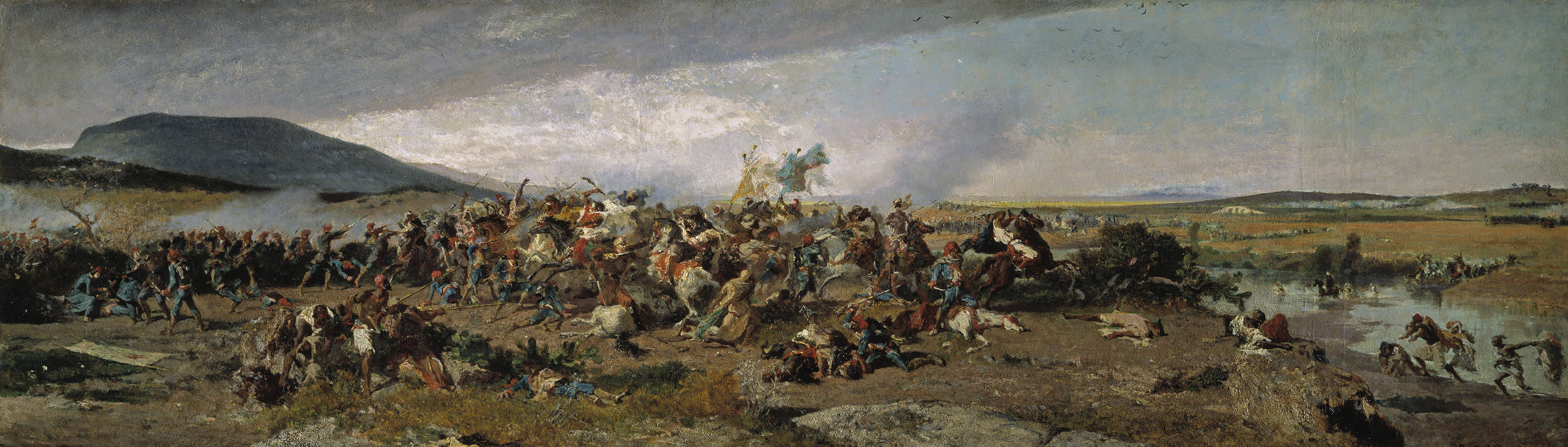
المعركة

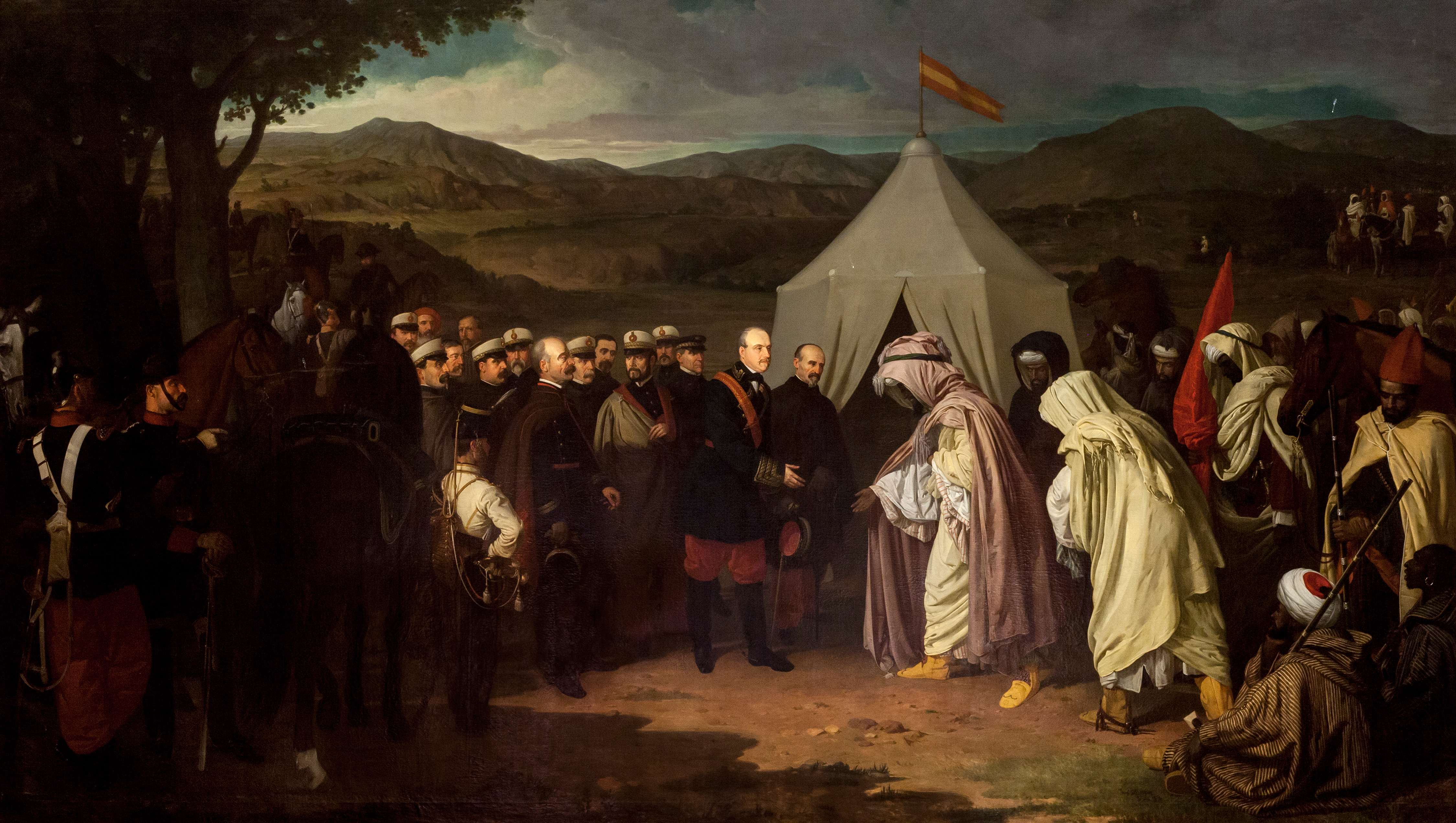
معاهد السلام

دفعت الإجراءات الأولية لاتفاقيات وقف إطلاق النار الموقعة يوم 25 مارس 1860 ومعاهدة الصلح التي أعقبتها يوم 26 أبريل 1860 المغرب إلى قبول أداء غرامة 100 مليون بسيطة لأسبانيا، وسمحت لهذه الأخيرة بتوسيع حدود نفوذها بسبتة ومنحها حق الصيد بالجنوب المغربي (سيدي إفني)، إضافة إلى التمتع بنفس الامتيازات التي منحت لبريطانيا سنة 1856. وقد اعترضت السلطان صعوبات حادة أثناء أداء الشطر الأول من الغرامة البالغ قدره 25 مليون بسيطة. ولأداء الشطر الثاني، كان عليه إحداث جبايات جديدة بجانب اللجوء إلى اقتراض مبلغ 10 ملايين بسيطة من إنجلترا. قبل الأسبان الجلاء عن تطوان بموجب الاتفاق المعقود في أكتوبر سنة 1861، سمح لهم بتثبيت موظفين في بعض المواني المغربية لاقتطاع نسب معينة من العائدات الجمركية لفائدة حكومتهم.
حسب لغة الأرقام، وصل المبلغ المالي الذي التزم المغرب بأدائه إلى 119 مليون بسيطة. وقد تم أداؤه بالعملة المعدنية الخالصة من قطع الذهب والفضة. وأحدثت هذه الغرامة " استنزافا قويا لم يخلف فقط خرابا للدولة، وإنما أحدث نزيفا دائما أضر بالاقتصاد المغربي، الذي كان يومها اقتصاداً ما قبل رأسماليا سمته ضعف الناتج القومي.

## السكان

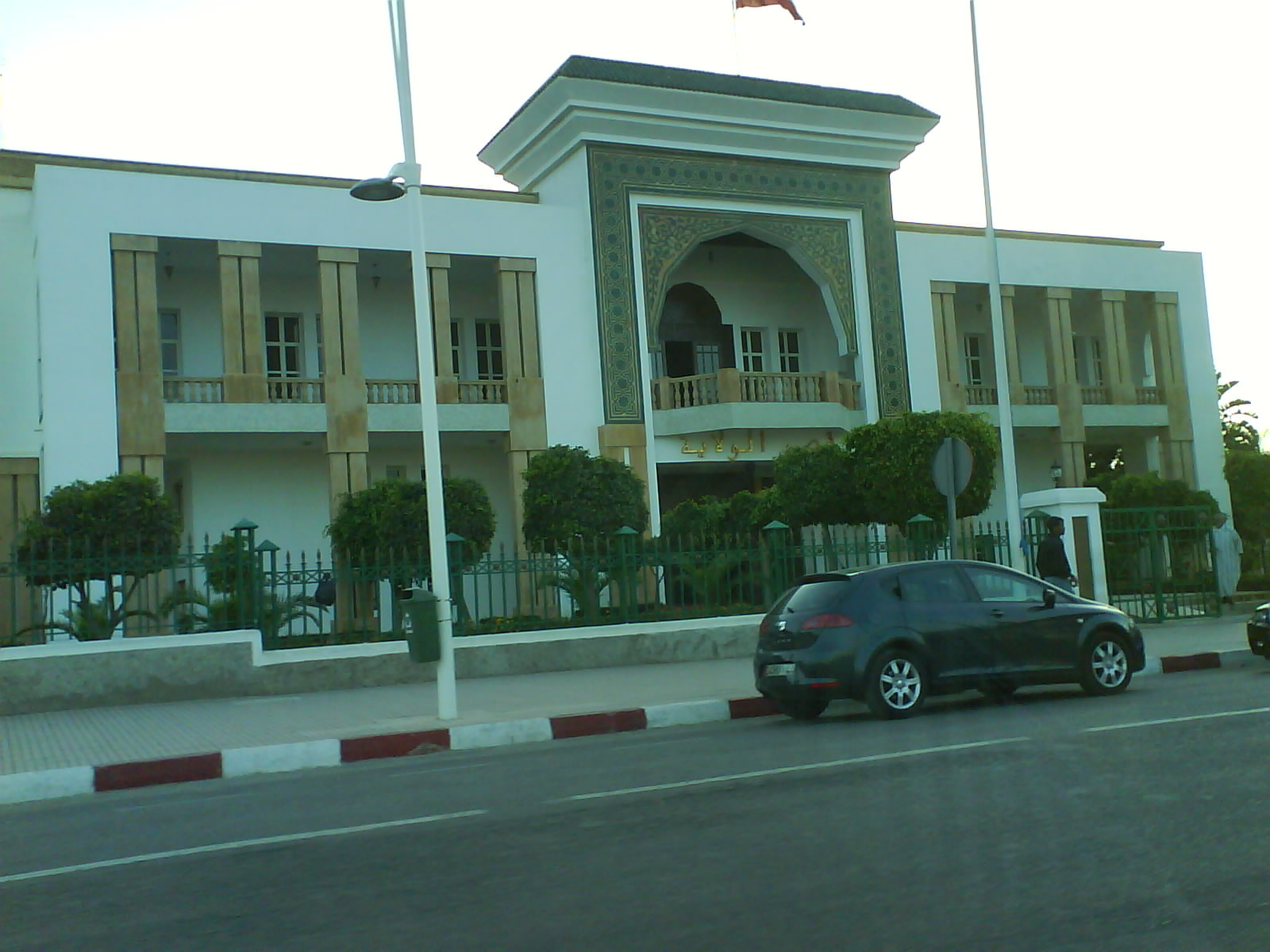
قصر الولاية

ارتفع عدد سكان مدينة تطوان من 141.620 نسمة سنة 1971 إلى 205.246 نسمة سنة 1982 ثم إلى 277.516 نسمة سنة 1994، وبالتالي فإن المعدل السنوي لنمو السكان بلغ 3.39% بين 1971 و1982، و2.55% بين 1982 و1994.
إلا أنه على مستوى الإقليم يلاحظ تباين كبير من جهة إلى أخرى. وعموما نجد أن المراكز الحضرية، بينما اتصف نمو بعض الجماعات القروية بضعفه الملحوظ، وإن كان قد عرف معدلات في فترة 1982 و1994 تزايد السكان الريفيين ومن مدن الداخل كالرباط والدار البيضاء.
وعلى مستوى الكثافات السكانية، فإننا نجد كذلك أن جميع جماعات المجال المدروس للإقليم (إقليم تطوان) ذات كثافة تفوق المعدل الوطني الذي يبلغ 36.7 نسمة في الكيلومتر المربع سنة 1994، وذلك لأنها تستقطب مجموعة من السكان الذين يشتغلون بالمدينة فضلا عن غنى اقتصادها الفلاحي، خصوصا وأنها تمتد على مساحة كبيرة من سهل مرتيل  معظم سكان مدينة تطوان من أتباع الديانة الإسلامية، وتضم المدينة على مجتمعات مسيحية ويهودية. في عام 2015 قدر المؤتمر اليهودي العالمي أعداد اليهود في طنجة بحوالي مائة شخص.
| تطور النمو الديموغرافي تطوان بين 1971 و 2004 |         |         |         |
| 1971                                         | 1982    | 1994    | 2004    |
| 141.620                                      | 205.246 | 277.516 | 320.539 |
|                                              |         |         |         |

## الثقافة

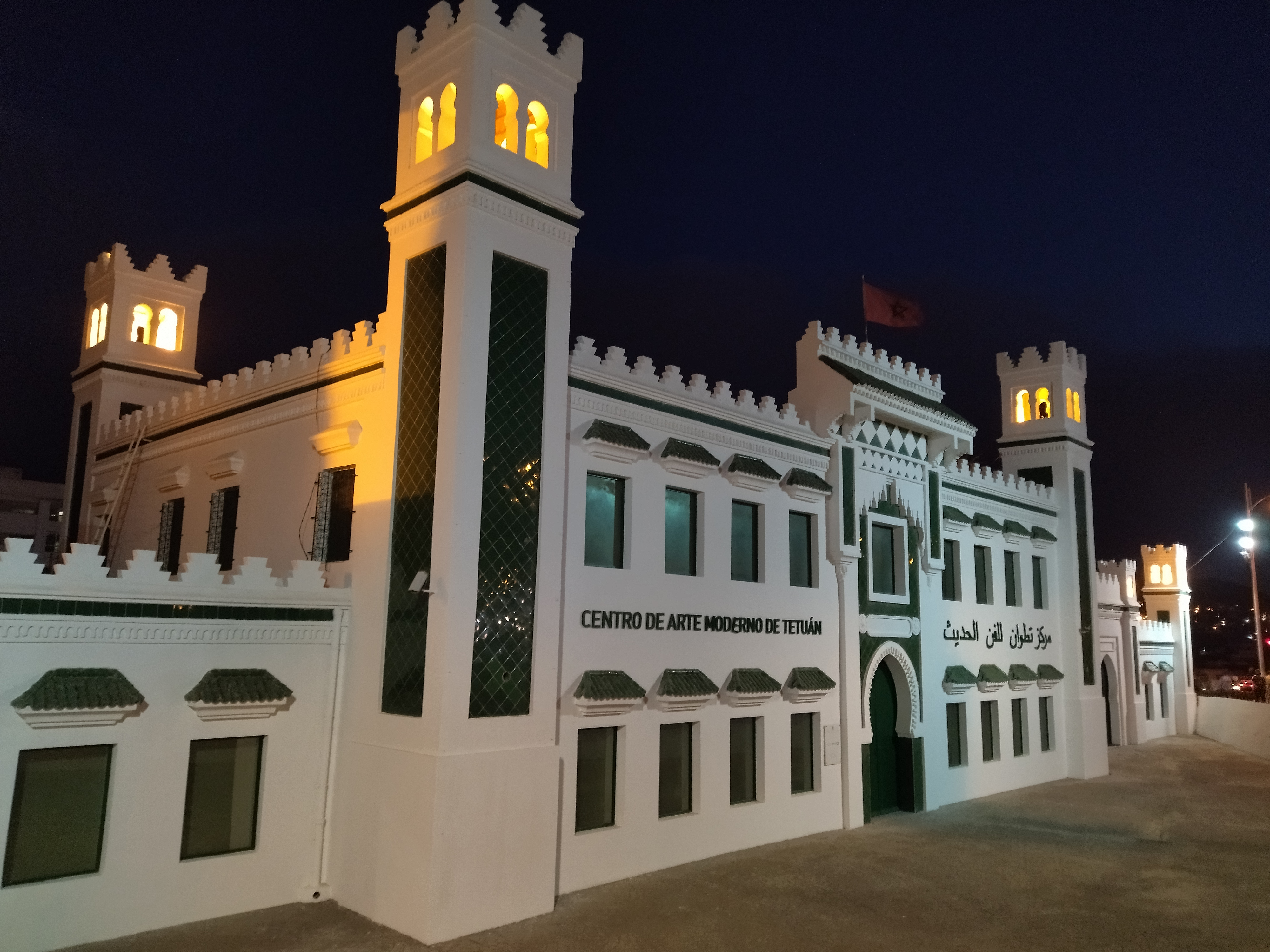
المتحف للفن الحديث تطوان

مدينة تطوان مدينة مغربية، تقع في الشمال الغربي للمغرب، يقع البحر الأبيض المتوسط في شرقها وبينهما ست كيلومترات، ومدينة سبتة المشرفة على مضيق جبل طارق تقع في شمالها، وبينهما نحو أربعين كيلومترا، ومدينة طنجة الواقعة على المحيط الأطلسي واقعة غربها لجهة الشمال وتبعد عنها بنحو خمسة وستين كيلومترا.

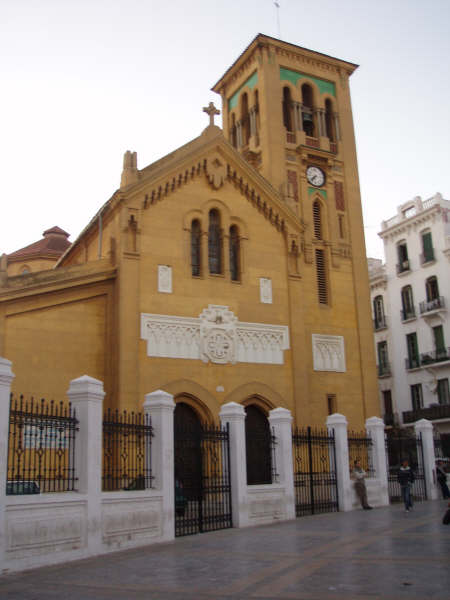
الكنيسة الكاثوليكية سيد الإنتصار في تطوان.

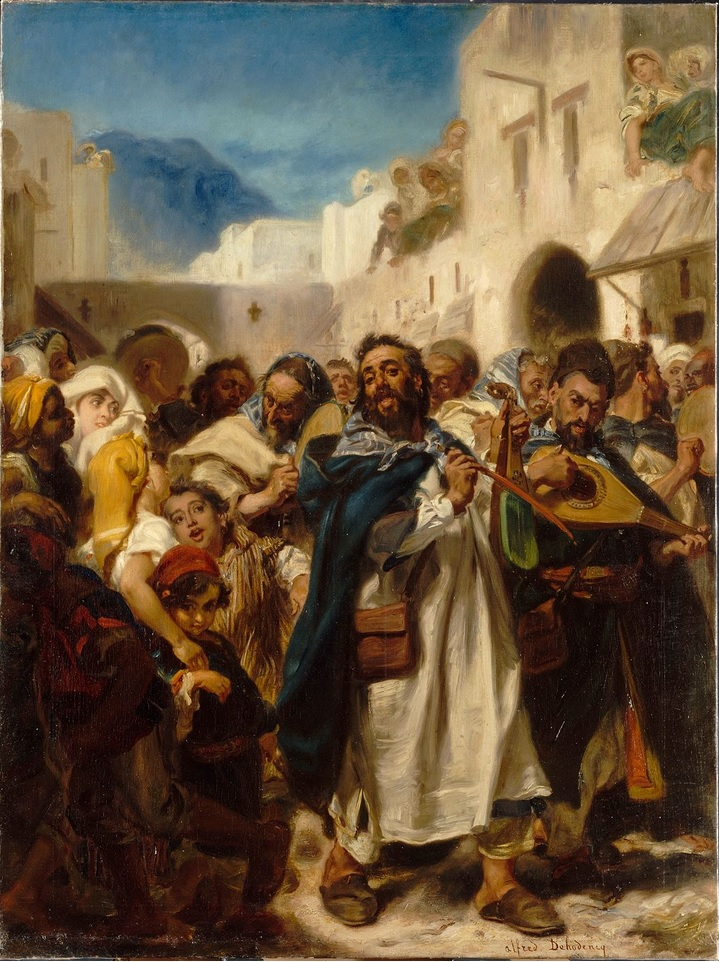
إحتفال يهودي عام 1865م

قد قامت إذاعة تطوان الجهوية (93.7 fm) بإطلاق مشروع ثقافي وتاريخي في صيغة برنامج إذاعي وثائقي اسمه «حكاية مكان» يشرف على إعداده وإخراجه الصحفي الشاب بلال بلحسين، يهتم البرنامج بأهم الأماكن التاريخية بالمدينة كماء السكوندو ودار الدباغ ودار الصنعة ومحطة القطار القديمة ومعهد الفنون الجميلة وتمودة وواد مرتين وسجن المطامير وساحة الفدان وأماكن أخرى بالمدينة.
تتميز كذلك مدينة تطوان بثقافتها العريقة وبأثيرها الثقافي الواضح المرتبط خصوصا بالجذور الأندلسية. ومن بين الخصوصيات التي تتميز بها المدينة هناك الطبخ المعروف بجودته وتنوعه (الباسطيلا التطوانية، الفقاص، إلخ) وخصوصيات مدنيتها تجعل منها مدينة ذاكرة المغرب المعاصر.
وتتميز الحياة الثقافية للمدينة بغناها سواء بمآثرها أو بفضاءاتها ذات الطابع الثقافي كالمكتبة العامة والمحفوظات والمتاحف والمراكز الدولية للغات (الفرنسي، الإسباني، الإنجليزي، الألماني، الهولندي، إلخ) والمكتبات والأرشيف الخاص (داود، بنونة، الطريس) والمعاهد الثقافية (المعهد الفرنسي، ومعهد سيرفانتيس، إلخ).

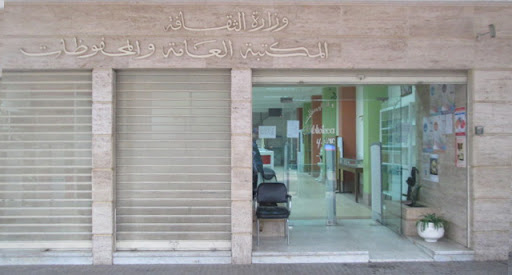
صورة لمدخل المكتبة العامة والمحفوظات بتطوان

وتتوفر المدينة كذلك على عرض مهم في مجال التكوين، فتطوان تعتبر العاصمة الجامعية الجهوية حيث تحتضن مقر جامعة عبد الملك السعدي وعدة كليات ومدرسة للفنون والحرف ومدرسة عليا للأساتذة وإلخ
ويهدف من وراء التنوع في هذا المجال رفع التحدي في مجال تكوين الكفاءات الحية التي ستساير نمو المركب الصناعي-المينائي طنجة-المتوسط واستقرار المجوعات.
يقام في مدينة تطوان نشاطات ثقافية ومهرجانات عديدة، منها المهرجان الدولي للعود.

### مهرجانات
- المهرجان الدولي للسينما المتوسطية[15]
- المهرجان الدولي للقصص المصورة[16]
- المهرجان الدولي لصوت المرأة
- المهرجان الدولي للعود[17]

### موسيقى

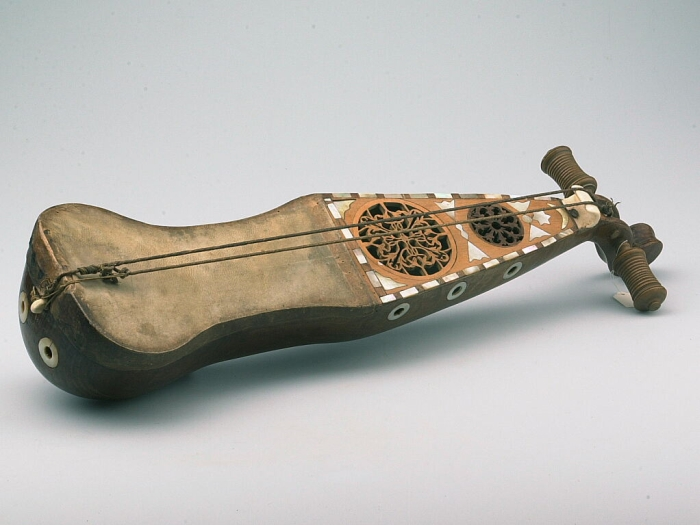
آلة الرباب المستعملة في الموسيقى الأندلسية

على المستوى الموسيقي، تعتبر تطوان أيضًا مركزًا للقاء لعدة أنماط موسيقية:
1. الموسيقى الأندلسية، النوع الموسيقي الرئيسي في المدينة والذي يحيي كافة المناسبات الاحتفالية. تم تحديث النمط الكلاسيكي على يد محمد العربي التمسماني. الآلات الرئيسية هي الكمان والعود والرباب والقرع (القطران والدربوكة). تم تقديم البيانو والنحاس (الساكسفون والكلارينيت) بواسطة محمد العربي التمسماني.
2. وتتمثل الموسيقى الجبلية الريفية في طقطوقة وعيتا والالا يلالي. الآلات الرئيسية هنا هي الكمان والعود والكمبري والإيقاع. دائمًا ما يرافق الأوركسترا راقصة مقنعة تحمل صينية شاي. تم تحديث هذا الأسلوب ونشره على نطاق واسع على يد عبد الصادق شقارة.

### المطبخ
يشتهر المطبخ التطواني بجودته وتنوعه. أطباقها الناتجة عن مزيج من الوصفات المتعددة (الأندلسية، الإسبانية، إلخ)، مشهورة في جميع أنحاء المغرب، خاصة بأطباقها المالحة والحلوة (الدجاج مع الزبيب المكرمل على سبيل المثال). بسطيلة تطوان مصنوعة من الدجاج والبيض والليمون. تشمل المعجنات أصناف محددة مثل الفقاسة، وبشكيتو (بزكوشو)، ومسكاتشو (كعكة)، وبشكيتو بويوا (كعكات صغيرة محشوة باللوز، مقلية ومغموسة في شراب ماء الورد)، والقفافل، وحلاوة الطبعة، والبهلوة، والملوزة (قطع صغيرة مع اللوز والتزيين). سكر)، كعب غزال أو بريوات مزين بالجبن القريش (الجبن) والعسل.

## معالم  مدينة

### أبراج المدينة
للمدينة عدة أبراج والتي كانت تلعب دورا مهما لحماية المدينة والمراقبة والحراسة منها:
- برج القصبة:
- برج الكحيلي:
- برج السقالة:
- برج المصلى:
- برج المراقبة:
- برج الركن:

### أبواب المدينة
للمدينة سبعة أبواب:

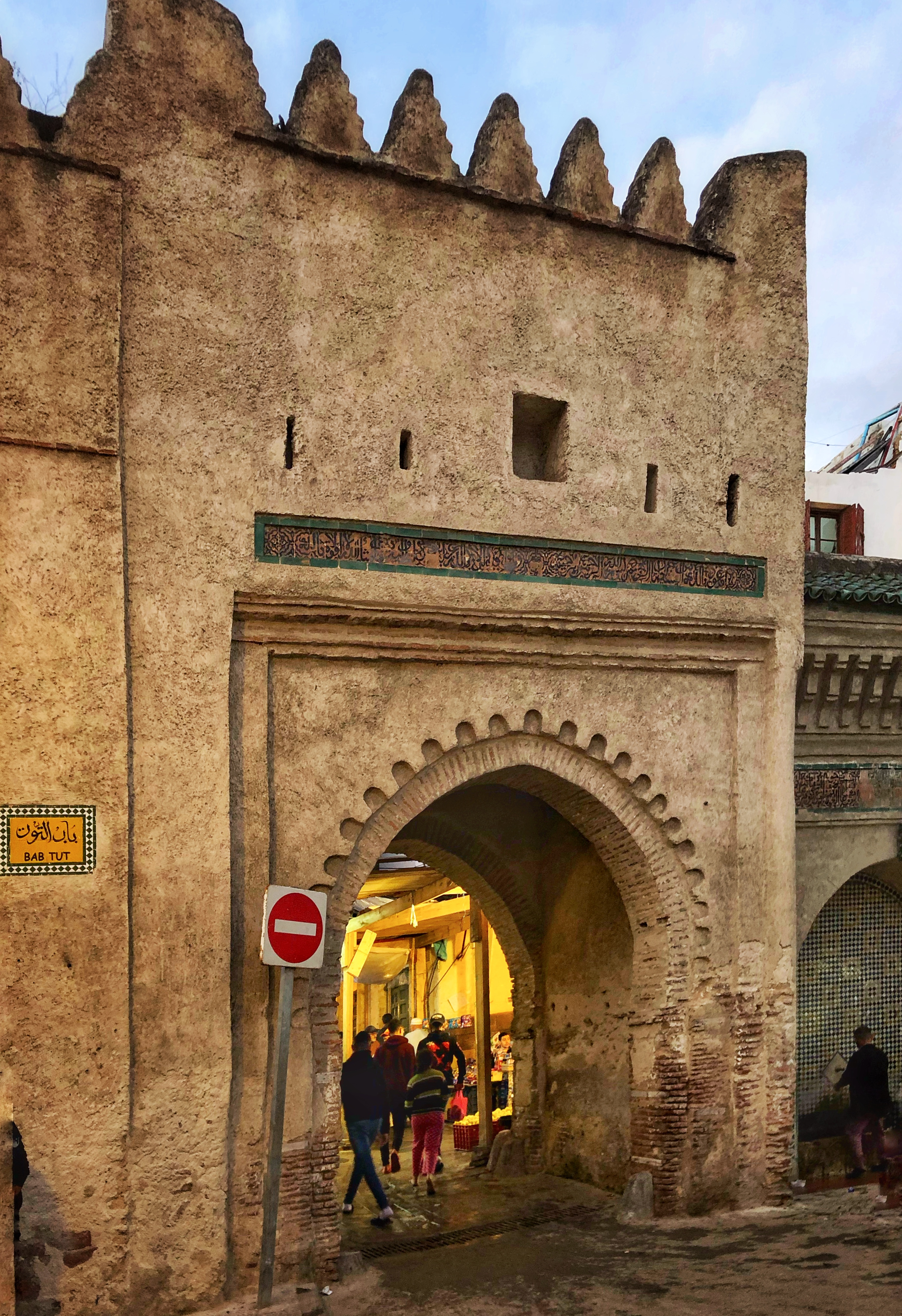
باب التوت بالمدينة القديمة بتطوان (أنشأت في القرن 16)

1. باب التوت بالمدينة القديمة بتطوان (أنشأت في القرن 16)باب العقلة ːتقع غرب اسوار المدينة العتيقة، سميت بهذا الإسم لأنه كان يجتمع على مشارفها حكماء المدينة وهي تحريف لكلمة باب العقلاء.
2. باب الصعيدة ːسبب التسمية نسبة لضريح الصعيدي القادم من صعيد مصر.
3. باب الجياف ːسميت بهذا الإسم لأن اليهود كانوا يمرون بجنازاتهم من تلك الباب، وكانت تفتح وقت مرور جنائزهم.
4. باب المقابر ːسميت بهذا الإسم تطل على المقبرة الإسلامية، ويطلق عليها كذلك اسم سيدي المنظري.
5. باب النوادر ːسميت بهذا الإسم لأن كان يقام عملية الحصاج خارج هذا الصور ليتم درسه على شكل نوادر.
6. باب التوت ːسمية بهذا الإسم نسبة لأشجار التوت التي كانت هناك
7. باب الرموزːوهذا نسبة لأسرة الرموز القادمة من الأندلس والتي كانت صاحبة الأرض الذي أقيم عليه الباب.

## التعليم

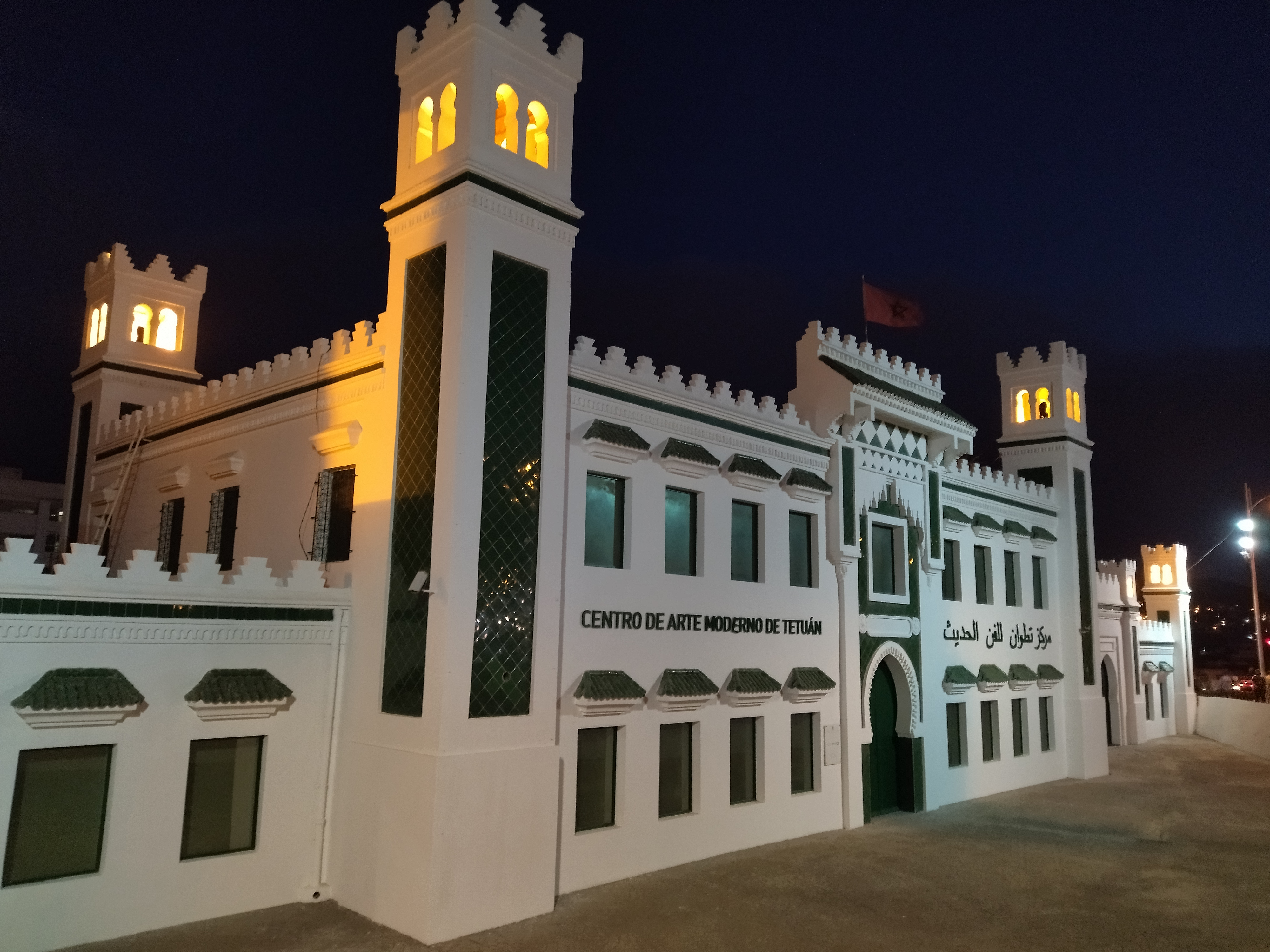
المتحف للفن الحديث تطوان

كلية الآداب والعلوم الإنسانية التابعة لجامعة عبد المالك السعدي التي تأسست سنة 1982، تتوفر على تكوينات الإجازة الأساسية والإجازة المهنية، الماستر والدكتوراه
- كلية العلوم تابعة إلى جامعة عبد المالك السعدي، تأسست كذللك سنة 1982 والتي تتوفر على تكوين الإجازة الأساسية والمهنية والماستر المتخصص والدكتوراه في عدة تخصصات العلوم.
- كلية متعددة التخصصات التي تأسست سنة 2004 فرع من فروع جامعة عبد المالك السعدي تتوفر هذه الكلية على تخصصات الإجازة الأساسية واالإجازة لمهنية والماستر في تخصصات العلوم الإقتصادية والقانون.
- كلية أصول الدين التي كانت من ضمن فروع جامعة القرويين إلى حدود سنة 2015 تم إلحاقها لفروع جامعة عبد المالك السعدي، تتضمن سلك الإجازة الأساسية وسلك الماستر والدكتوراه.
- المدرسة العليا للأساتذة تأسست سنة 1987 من ضمن فروع جامعة عبد المالك السعدي وتقدم تكوينات في سلك الدبلوم الجامعي للتكنولوجيا، الإجازة المهنية والماستر في عدة تخصصات
- المدرسة الوطنية للعلوم التطبيقية وهي مدرسة عليا مختصة في التكوين والبحث العلمي، توفر هذه المدرسة شهادة مهندس دولة في الهندسة المعلوماتية والهندسة اللوجيستيكية والنقل والميكاترونيك.[20]
- المعهد الوطني للفنون الجميلة وهو مؤسسة عليا للتكوين في مجال الفنون التشكيلية والبصرية والتطبيقية.

## أعلام

### أدب وفكر
- المهدي بنونة مواطن وكاتب وصحافي مغربي من مواليد تطوان عام 1918 وتوفي عام 2010 في الرباط.
- محمد العربي المساري (1936 تطوان 2015 في الرباط)، مؤرخ ودبلوماسي وصحفي وسياسي مغربي.
- محمد أنقار هو كاتب وأديب مغربي. (1946 - 15 فبراير 2018)، عن سن ناهز 72سنة.
- البشير الدامون روائي مغربي.
- فضيلة التهامي الوزاني، روائية وباحثة في التاريخ
- محمد بنيس شاعر.
- فاطمة الزهراء بنيس شاعرة.

### فن

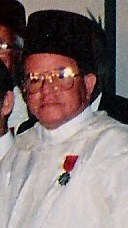
عبد الصادق شقارة

- عبد الصادق شقارةعبد الصادق شقارة (1931-1998) (بالعربية: عبد الصادق شقارة) هو شخصية من التراث الموسيقي الشعبي، اشتهر بتفسيراته للنوبس بالإضافة إلى الذخيرة الشعبية لمنطقته الأصلية.
- نادر خياط (1972-)، المعروف أيضًا باسم (RedOne)، كاتب أغاني ومنتج موسيقى في الولايات المتحدة.
- صفاء الرواس (1976-) فنانة مغربية.
- احمد شوقي (1982-) مطرب مغربي.
- ماريانو بيرتوتشي رسام إسباني ولد في غرناطة في 6 فبراير 1884 وتوفي في تطوان في 20 يونيو 1955.

### سياسة
- عبد الخالق الطوريس (1910-1970) رجل دولة مغربي وزعيم وطني قاتل الاحتلال الفرنسي الإسباني للمغرب.
- عمر عزيمان (مواليد 1947)، محامٍ وأكاديمي ومستشار ملكي مغربي.
- عبد السلام بركة (مواليد 1955) محام وسياسي مغربي منتسب إلى حزب الاتحاد الدستوري ووزير وسفير المغرب في عدة مناسبات.

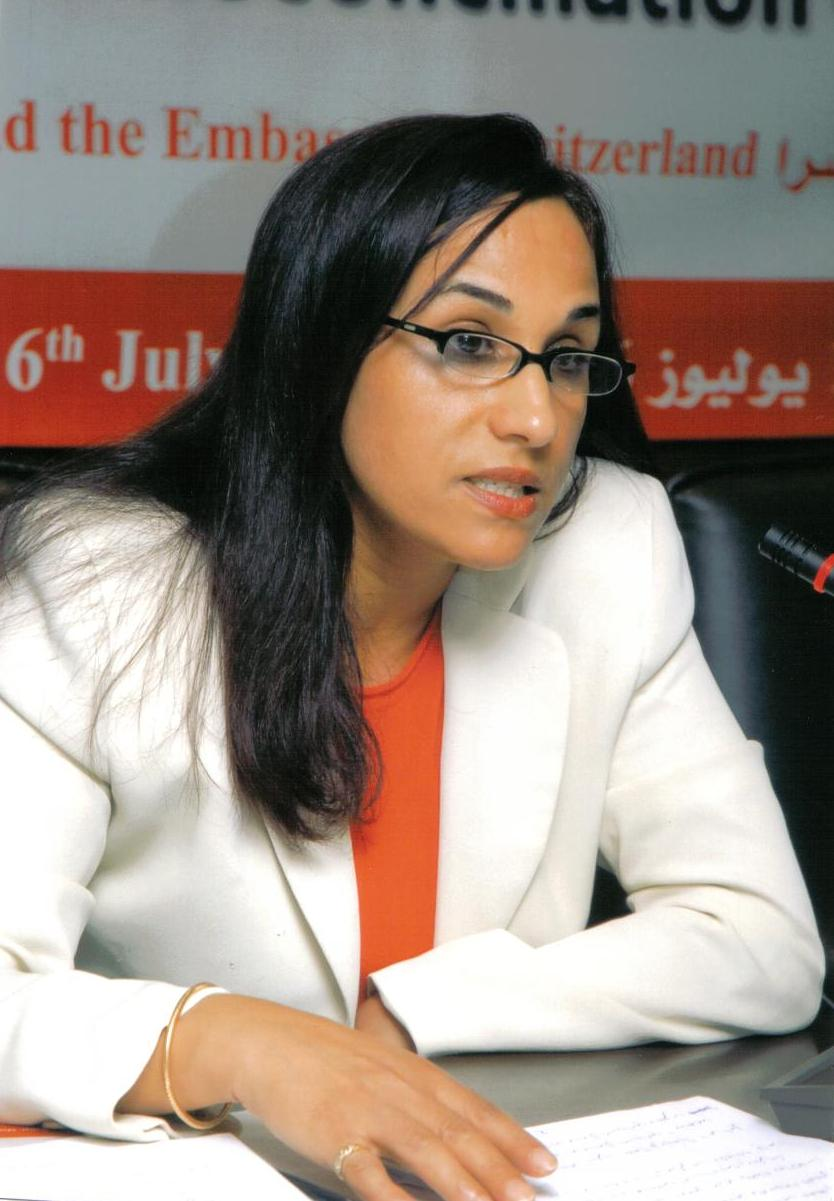
أمينة بوعياش

- أمينة بوعياشأمينة بوعياش (1958-)، حقوقية وناشطة حقوقية، عينت سفيرة للمغرب بالسويد عام 2016، رئيسة للمجلس الوطني لحقوق الإنسان منذ 6 ديسمبر 2018.
- رشيد الطالبي العلمي، (1958-) في تطوان، نائب رئيس مجلس النواب المغربي، وزيرا عدة مرات.
- محمد تميم، باشا تطوان ثم سلا، سفير السلطان مولاي إسماعيل في فرنسا في سبتمبر 1681.

### رياضة
- أسامة طنان (1994-)، لاعب كرة قدم هولندي مغربي من مواليد 1994 في تطوان.
- نصير مزراوي (1997-)، لاعب كرة قدم هولندي مغربي من تطوان.
- محمد أبرهون (1989-2020)، لاعب كرة قدم مغربي.
- عدنان تغدويني، لاعب كرة قدم هولندي مغربي من مواليد 1992 في إيدي (هولندا) وأصل من تطوان 22

## معرض صور

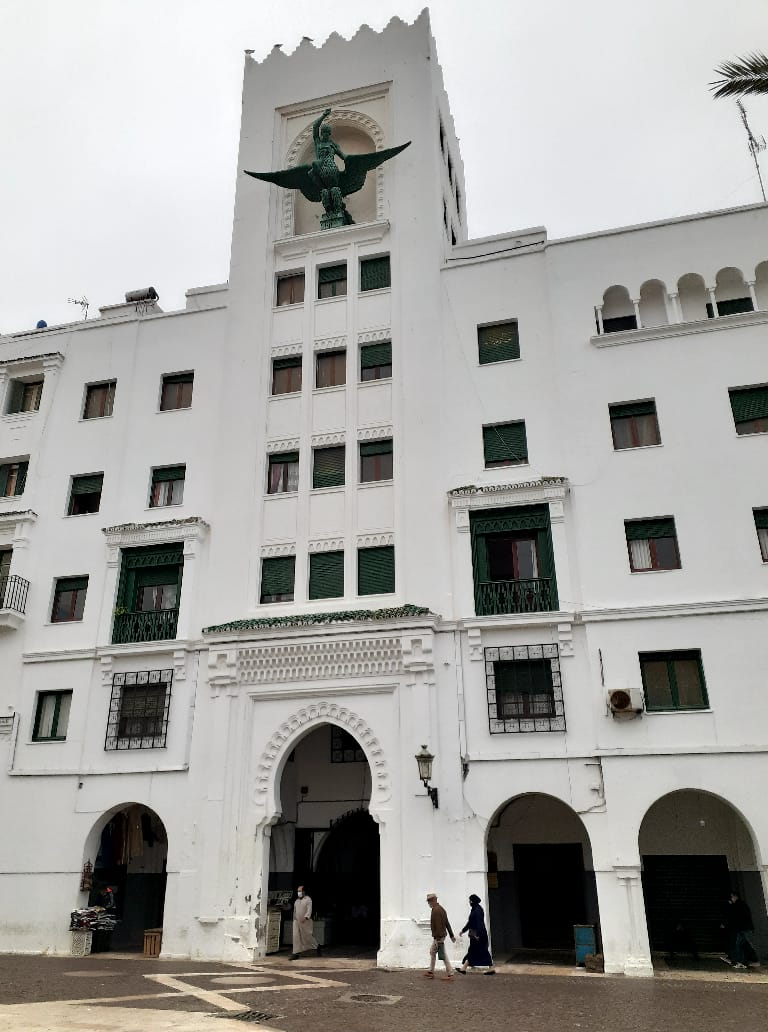
شارع محمد الخامس تطوان
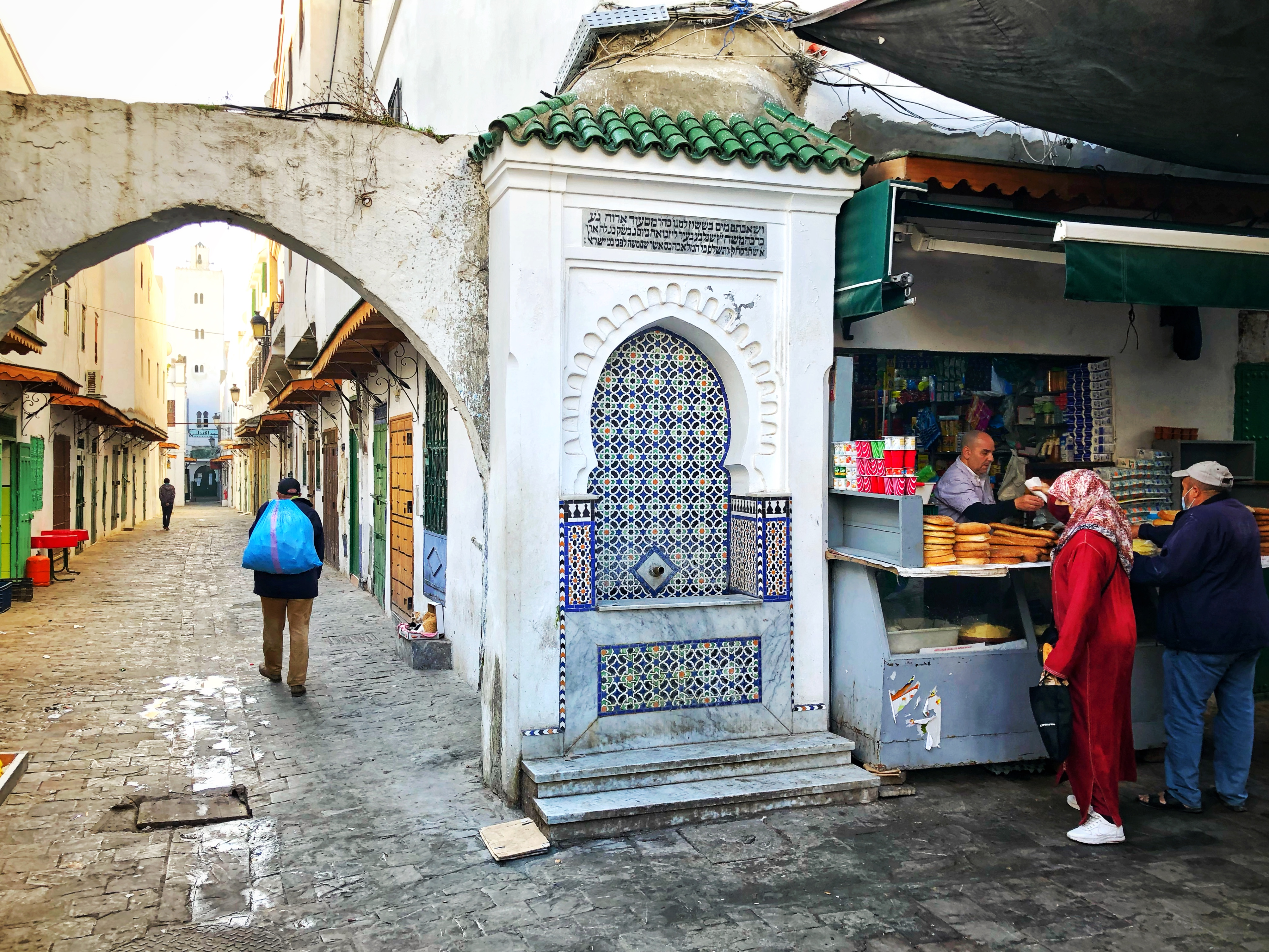
حي الملاح بتطوان
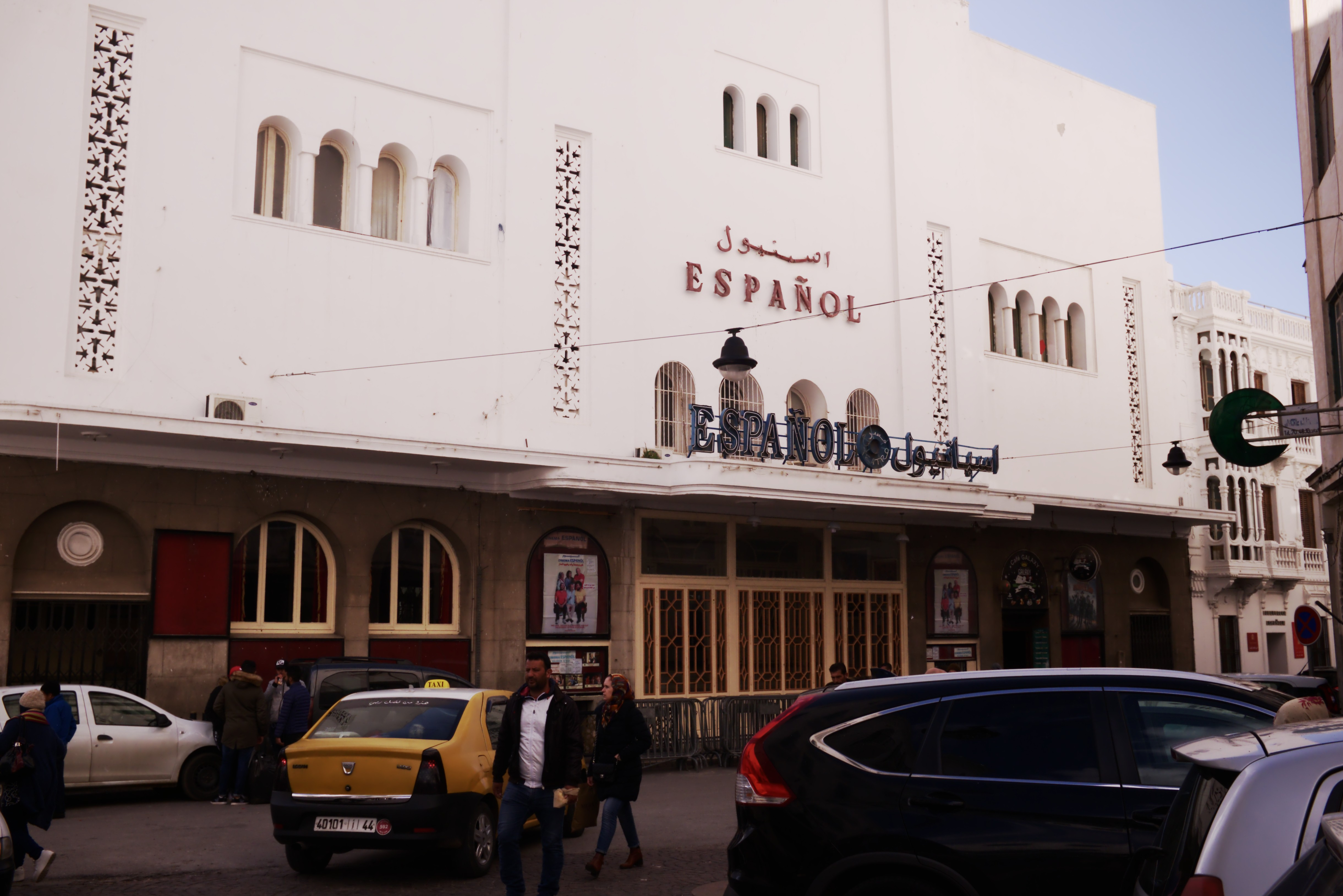
سينما اسبنيول بتطوان
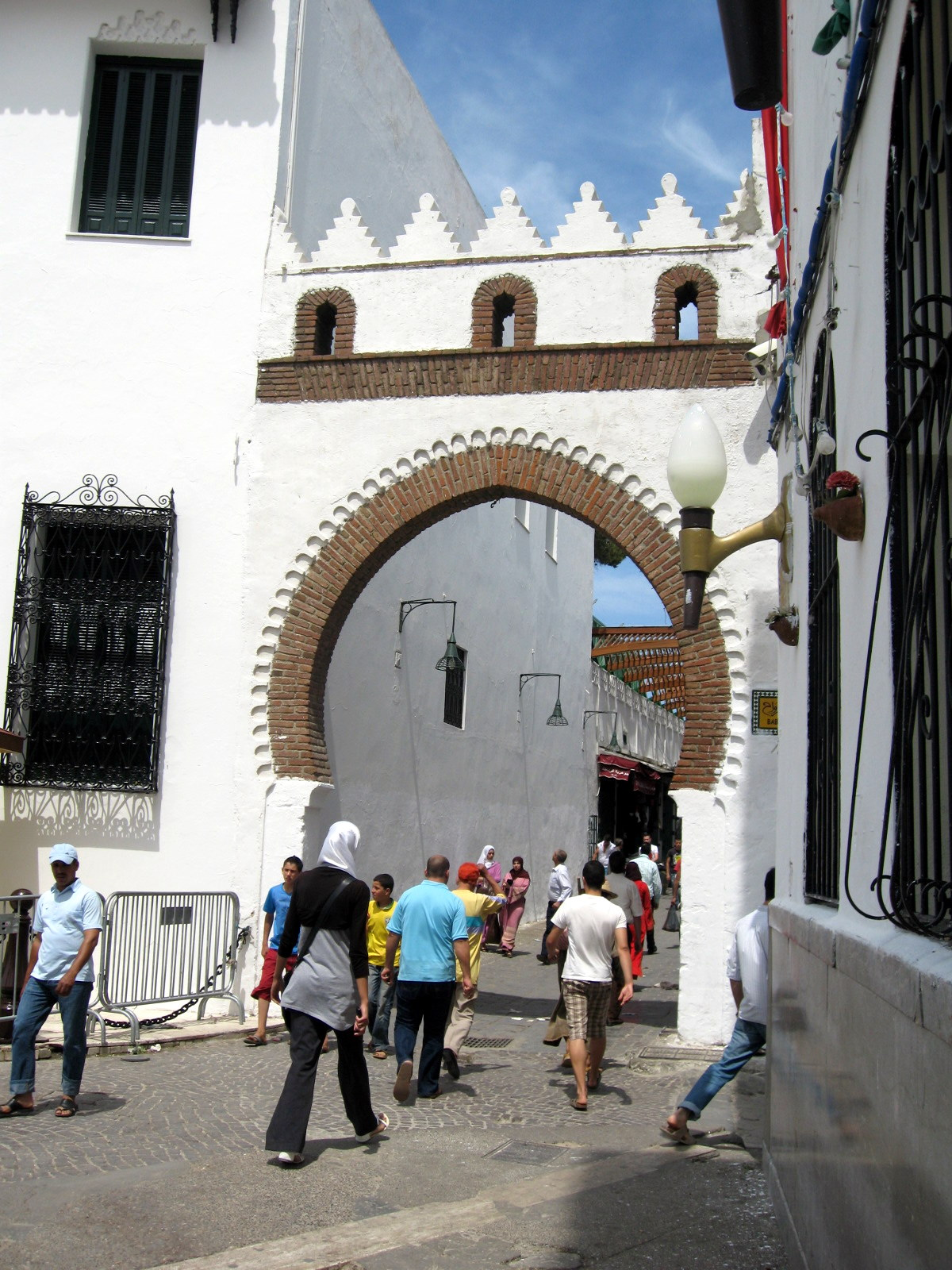
صورة من تطوان
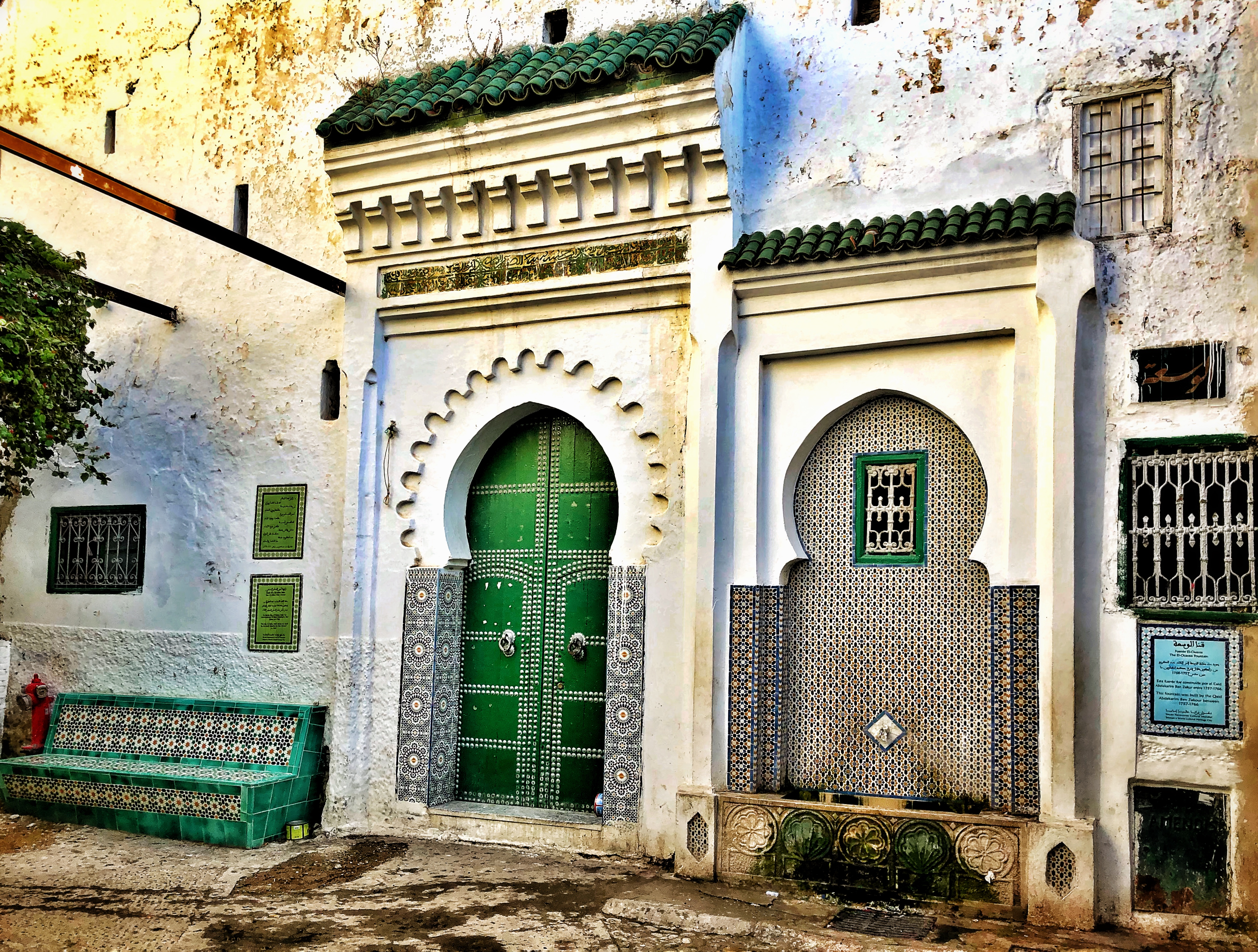
المدينة القديمة بتطوان
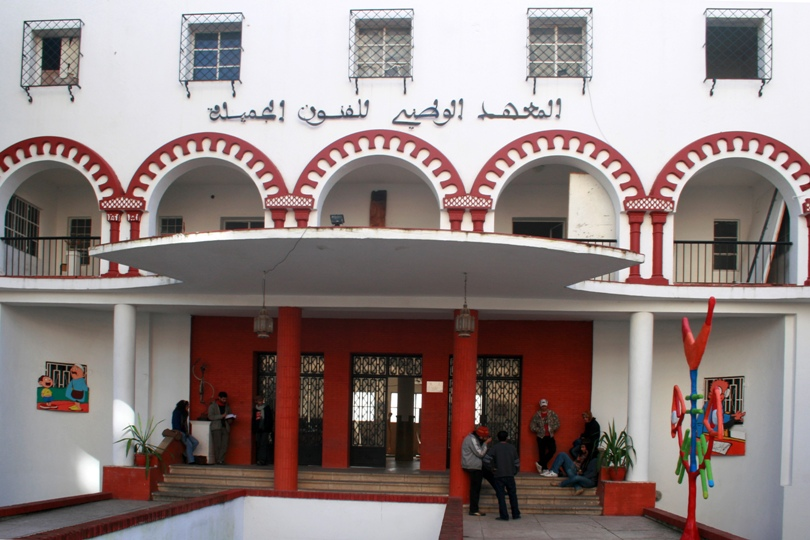
المعهد الوطني للفنون الجميلة بتطوان
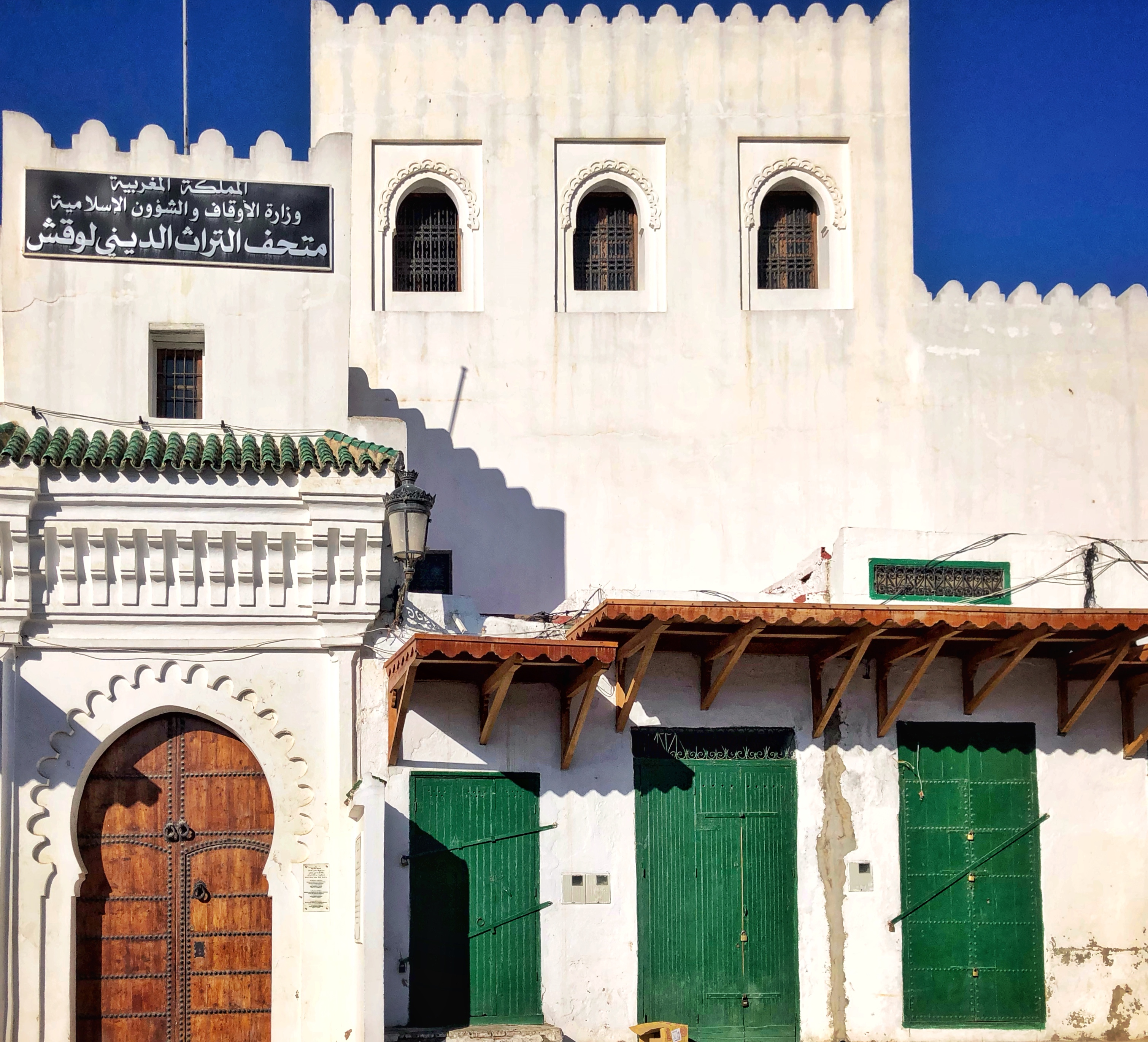
المدينة القديمة بتطوان
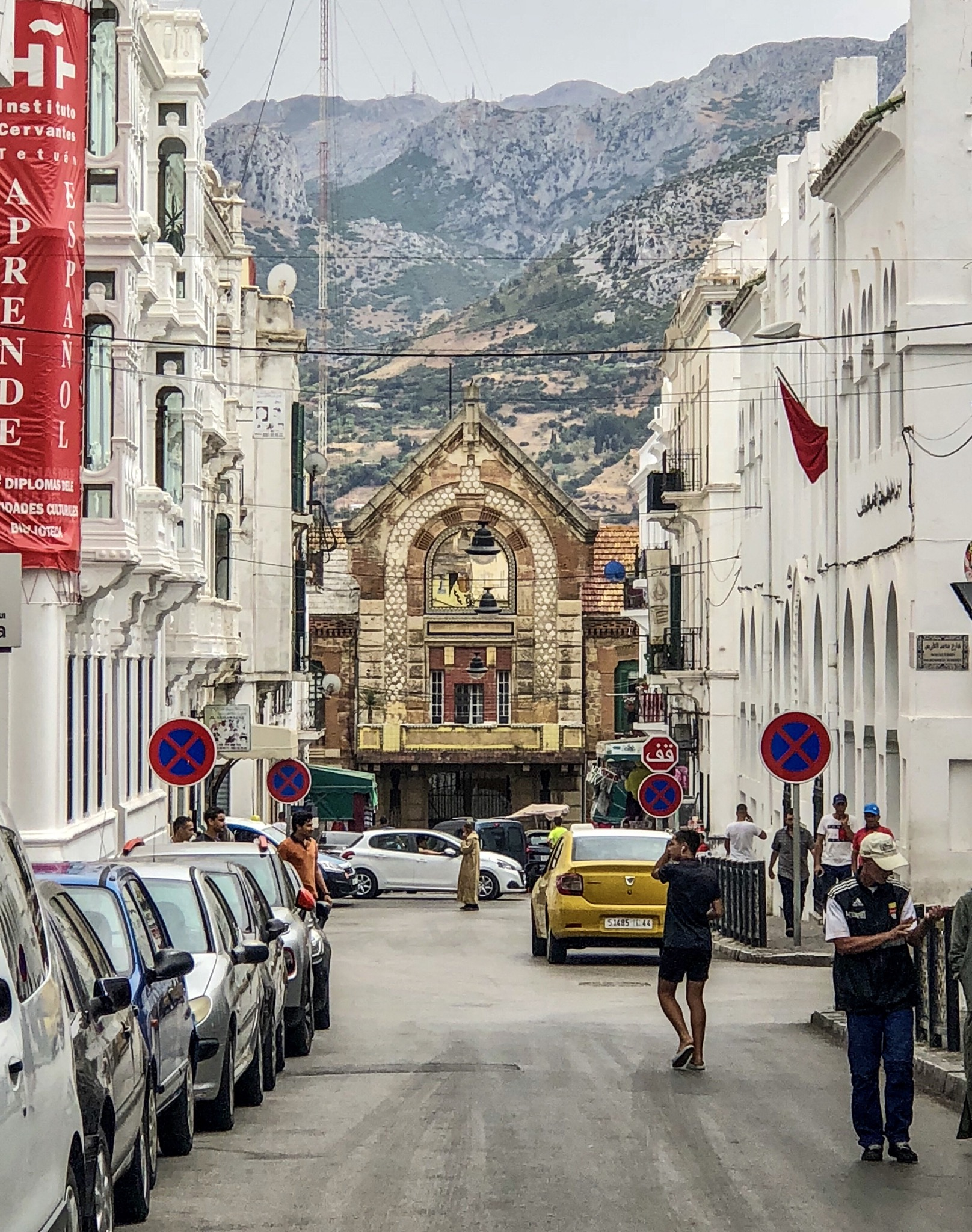
شارع بتطوان
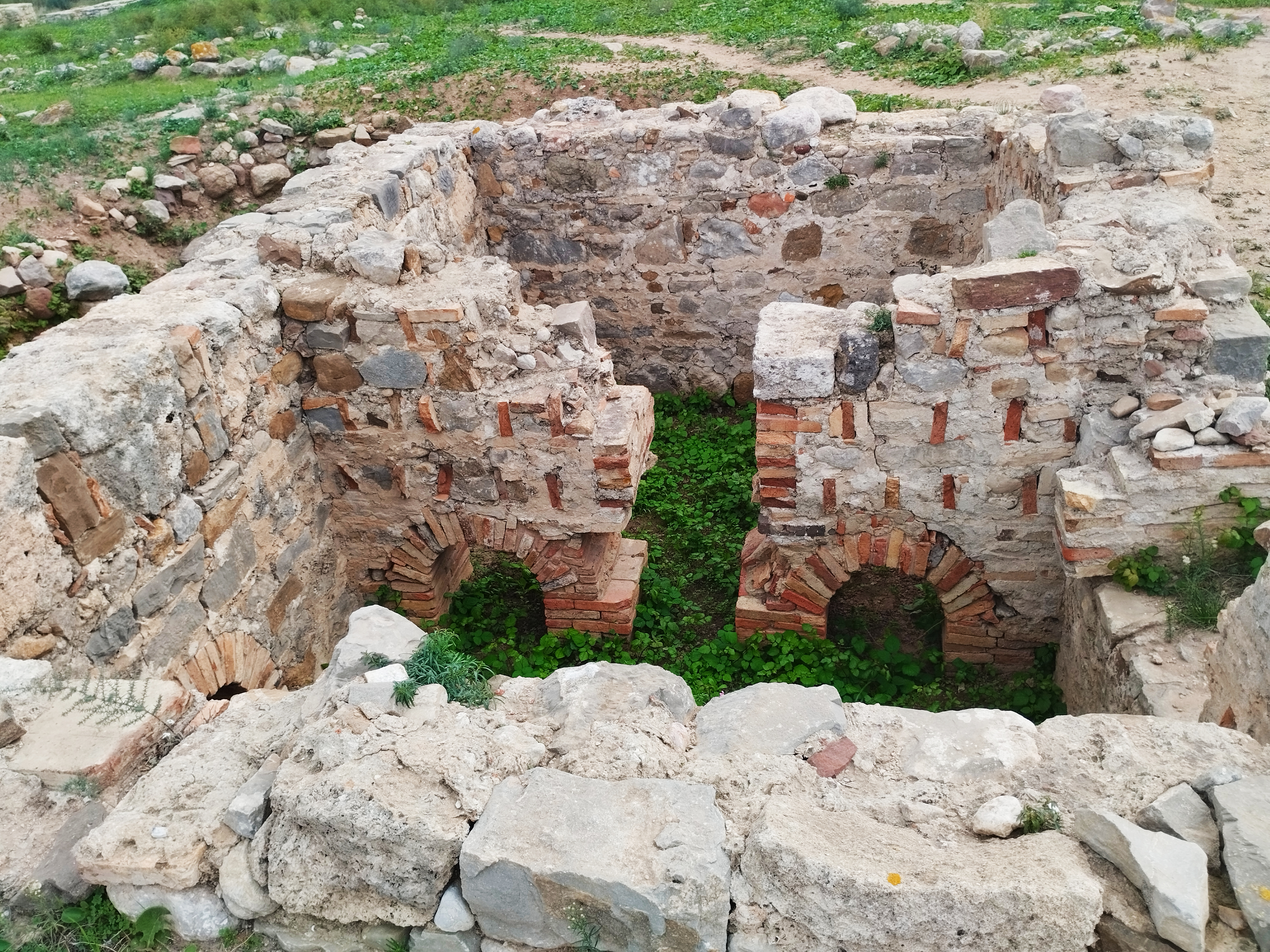
موقع تمودة الاثري بتطوان الحمام الروماني

## وصلات خارجية
- تعريف مدقق لمدينة تطوان مصحوب بصور أثرية وأخرى معاصرة
- بريد تطوان ـ المجلة لإلكترونية الجهوية
- موقع تطوان ـ الحمامة البيضاء نسخة محفوظة 13 يونيو 2006 على موقع واي باك مشين.
- بوابة الحمامة البيضاء * تطوان *
- موقع تطوان لَـحْـبِـيـبَـة (فرنسي) (إسباني) (إنجليزي)